# Lijst van Liolaemidae
Onderstaand een lijst van alle soorten hagedissen uit de familie Liolaemidae. Er zijn 307 soorten in 3 geslachten. Het bekendst zijn de soorten uit het geslacht aardleguanen (Liolaemus). 
- Ctenoblepharys adspersa
- Liolaemus abaucan
- Liolaemus abdalai
- Liolaemus absconditus
- Liolaemus acostai
- Liolaemus albiceps
- Liolaemus alticolor
- Liolaemus andinus
- Liolaemus annectens
- Liolaemus anomalus
- Liolaemus antonietae
- Liolaemus antumalguen
- Liolaemus aparicioi
- Liolaemus arambarensis
- Liolaemus araucaniensis
- Liolaemus archeforus
- Liolaemus atacamensis
- Liolaemus audituvelatus
- Liolaemus austromendocinus
- Liolaemus avilai
- Liolaemus azarai
- Liolaemus baguali
- Liolaemus bellii
- Liolaemus bibronii
- Liolaemus bitaeniatus
- Liolaemus boulengeri
- Liolaemus buergeri
- Liolaemus burmeisteri
- Liolaemus calchaqui
- Liolaemus calliston
- Liolaemus canqueli
- Liolaemus caparensis
- Liolaemus capillitas
- Liolaemus carlosgarini
- Liolaemus casamiquelai
- Liolaemus cazianiae
- Liolaemus chacabucoense
- Liolaemus chacoensis
- Liolaemus chaltin
- Liolaemus chavin
- Liolaemus chehuachekenk
- Liolaemus chiliensis
- Liolaemus chillanensis
- Liolaemus chlorostictus
- Liolaemus chungara
- Liolaemus cinereus
- Liolaemus coeruleus
- Liolaemus confusus
- Liolaemus constanzae
- Liolaemus crandalli
- Liolaemus cranwelli
- Liolaemus crepuscularis
- Liolaemus cristiani
- Liolaemus curicensis
- Liolaemus curis
- Liolaemus cuyanus
- Liolaemus cuyumhue
- Liolaemus cyaneinotatus
- Liolaemus cyanogaster
- Liolaemus darwinii
- Liolaemus diaguita
- Liolaemus dicktracyi
- Liolaemus disjunctus
- Liolaemus ditadai
- Liolaemus donosobarrosi
- Liolaemus dorbignyi
- Liolaemus duellmani
- Liolaemus dumerili
- Liolaemus eleodori
- Liolaemus elongatus
- Liolaemus erguetae
- Liolaemus erroneus
- Liolaemus escarchadosi
- Liolaemus espinozai
- Liolaemus etheridgei
- Liolaemus evaristoi
- Liolaemus exploratorum
- Liolaemus fabiani
- Liolaemus famatinae
- Liolaemus fittkaui
- Liolaemus fitzgeraldi
- Liolaemus fitzingerii
- Liolaemus flavipiceus
- Liolaemus forsteri
- Liolaemus foxi
- Liolaemus frassinettii
- Liolaemus fuscus
- Liolaemus gallardoi
- Liolaemus gardeli
- Liolaemus goetschi
- Liolaemus gracielae
- Liolaemus gracilis
- Liolaemus gravenhorstii
- Liolaemus griseus
- Liolaemus grosseorum
- Liolaemus gununakuna
- Liolaemus hajeki
- Liolaemus halonastes
- Liolaemus hatcheri
- Liolaemus heliodermis
- Liolaemus hellmichi
- Liolaemus hermannunezi
- Liolaemus huacahuasicus
- Liolaemus huayra
- Liolaemus igneus
- Liolaemus inacayali
- Liolaemus incaicus
- Liolaemus insolitus
- Liolaemus inti
- Liolaemus irregularis
- Liolaemus isabelae
- Liolaemus islugensis
- Liolaemus jamesi
- Liolaemus janequeoae
- Liolaemus josei
- Liolaemus juanortizi
- Liolaemus kingii
- Liolaemus kolengh
- Liolaemus koslowskyi
- Liolaemus kriegi
- Liolaemus laurenti
- Liolaemus lavillai
- Liolaemus leftrarui
- Liolaemus lemniscatus
- Liolaemus lentus
- Liolaemus leopardinus
- Liolaemus lineomaculatus
- Liolaemus loboi
- Liolaemus lonquimayensis
- Liolaemus lopezi
- Liolaemus lorenzmuelleri
- Liolaemus lutzae
- Liolaemus magellanicus
- Liolaemus maldonadae
- Liolaemus mapuche
- Liolaemus martorii
- Liolaemus melaniceps
- Liolaemus melanogaster
- Liolaemus melanopleurus
- Liolaemus melanops
- Liolaemus millcayac
- Liolaemus molinai
- Liolaemus montanezi
- Liolaemus montanus
- Liolaemus monticola
- Liolaemus moradoensis
- Liolaemus morandae
- Liolaemus morenoi
- Liolaemus multicolor
- Liolaemus multimaculatus
- Liolaemus neuquensis
- Liolaemus nigriceps
- Liolaemus nigrocoeruleus
- Liolaemus nigromaculatus
- Liolaemus nigroviridis
- Liolaemus nitidus
- Liolaemus occipitalis
- Liolaemus olongasta
- Liolaemus omorfi
- Liolaemus orientalis
- Liolaemus orko
- Liolaemus ornatus
- Liolaemus ortizii
- Liolaemus pacha
- Liolaemus pachacutec
- Liolaemus pachecoi
- Liolaemus pagaburoi
- Liolaemus pantherinus
- Liolaemus parthenos
- Liolaemus parvus
- Liolaemus patriciaiturrae
- Liolaemus paulinae
- Liolaemus petrophilus
- Liolaemus pictus
- Liolaemus pipanaco
- Liolaemus platei
- Liolaemus pleopholis
- Liolaemus poconchilensis
- Liolaemus poecilochromus
- Liolaemus polystictus
- Liolaemus porosus
- Liolaemus pseudoanomalus
- Liolaemus pseudolemniscatus
- Liolaemus puelche
- Liolaemus pulcherrimus
- Liolaemus puna
- Liolaemus punmahuida
- Liolaemus puritamensis
- Liolaemus purul
- Liolaemus pyriphlogos
- Liolaemus quilmes
- Liolaemus rabinoi
- Liolaemus ramirezae
- Liolaemus ramonensis
- Liolaemus riodamas
- Liolaemus riojanus
- Liolaemus robertmertensi
- Liolaemus robertoi
- Liolaemus robustus
- Liolaemus rosenmanni
- Liolaemus rothi
- Liolaemus ruibali
- Liolaemus sagei
- Liolaemus salinicola
- Liolaemus sanjuanensis
- Liolaemus sarmientoi
- Liolaemus saxatilis
- Liolaemus scapularis
- Liolaemus schmidti
- Liolaemus schroederi
- Liolaemus scolaroi
- Liolaemus scorialis
- Liolaemus scrocchii
- Liolaemus senguer
- Liolaemus septentrionalis
- Liolaemus shehuen
- Liolaemus shitan
- Liolaemus signifer
- Liolaemus silvai
- Liolaemus silvanae
- Liolaemus sitesi
- Liolaemus smaug
- Liolaemus somuncurae
- Liolaemus stolzmanni
- Liolaemus tacnae
- Liolaemus tacora
- Liolaemus talampaya
- Liolaemus tandiliensis
- Liolaemus tari
- Liolaemus tehuelche
- Liolaemus telsen
- Liolaemus tenuis
- Liolaemus thermarum
- Liolaemus thomasi
- Liolaemus tirantii
- Liolaemus tolhuaca
- Liolaemus torresi
- Liolaemus tregenzai
- Liolaemus tristis
- Liolaemus tromen
- Liolaemus tulkas
- Liolaemus ubaghsi
- Liolaemus umbrifer
- Liolaemus uniformis
- Liolaemus uptoni
- Liolaemus uspallatensis
- Liolaemus valdesianus
- Liolaemus vallecurensis
- Liolaemus variegatus
- Liolaemus velosoi
- Liolaemus villaricensis
- Liolaemus vulcanus
- Liolaemus walkeri
- Liolaemus wari
- Liolaemus wiegmannii
- Liolaemus williamsi
- Liolaemus xanthoviridis
- Liolaemus yalguaraz
- Liolaemus yanalcu
- Liolaemus yatel
- Liolaemus zabalai
- Liolaemus zapallarensis
- Liolaemus zullyae
- Phymaturus aguanegra
- Phymaturus aguedae
- Phymaturus alicahuense
- Phymaturus antofagastensis
- Phymaturus bibronii
- Phymaturus cacivioi
- Phymaturus calcogaster
- Phymaturus camilae
- Phymaturus castillensis
- Phymaturus ceii
- Phymaturus curivilcun
- Phymaturus darwini
- Phymaturus delheyi
- Phymaturus denotatus
- Phymaturus desuetus
- Phymaturus dorsimaculatus
- Phymaturus etheridgei
- Phymaturus extrilidus
- Phymaturus felixi
- Phymaturus indistinctus
- Phymaturus laurenti
- Phymaturus mallimaccii
- Phymaturus manuelae
- Phymaturus maulense
- Phymaturus nevadoi
- Phymaturus palluma
- Phymaturus patagonicus
- Phymaturus payuniae
- Phymaturus punae
- Phymaturus querque
- Phymaturus rahuensis
- Phymaturus roigorum
- Phymaturus sinervoi
- Phymaturus sitesi
- Phymaturus somuncurensis
- Phymaturus spurcus
- Phymaturus tenebrosus
- Phymaturus tromen
- Phymaturus verdugo
- Phymaturus videlai
- Phymaturus vociferator
- Phymaturus williamsi
- Phymaturus yachanana
- Phymaturus zapalensis